# 14438 MacLean
14438 MacLean eller 1992 HC2 är en asteroid i huvudbältet som upptäcktes den 27 april 1992 av Spacewatch vid Kitt Peak-observatoriet. Den är uppkallad efter den kanadensiske astronauten Steven Glenwood MacLean.
Asteroiden har en diameter på ungefär 4 kilometer och den tillhör asteroidgruppen Koronis.